# HRT F112
F112 é o modelo de carro de corrida desenvolvido e construído pela equipe Hispania Racing para a temporada 2012 da Fórmula 1. 
O modelo foi reprovado no crash test realizado pela FIA no iníciod e Fevereiro, obrigando a equipe a reformular alguns itens e adiar estreia do carro. A apresentação oficial foi realizada no dia 5 de março, no circuito da Catalunha, em Barcelona.